# Phymatodiscus oculatus
Phymatodiscus oculatus es una especie de arácnido del orden Mesostigmata de la familia Trachyuropodidae.

## Distribución geográfica
Se encuentra en Nueva Guinea.